# الأخوة ميلز
الأخوة ميلز ، الذي أطلق عليه أحيانًا الأخوة الأربعة ميلز ، والمعروف في الأصل باسم ملوك الإيقاع الأربعة ، هم فرقة موسيقى الجاز الأمريكية ورباعية البوب الصوتية التقليدية التي صنعت أكثر من 2000 تسجيل بيعت أكثر من 50 مليون نسخة وحصلت على ما لا يقل عن ثلاثين من الذهب.
كان الأخوة ميلز أول فنانين أمريكيين من أصل أفريقي يقدمون برنامجهم الخاص على شبكة الإذاعة الوطنية ، على شبكة سي بي اس في عام 1930 ، كما ظهروا أيضًا في بعض الأفلام السينمائية، وأول من حقق نجاحًا كبيرًا على بيلبورد الفردي الرسم البياني ، مع Paper Doll في عام 1943. تم إدخالهم في قاعة مشاهير مجموعة الغنائية في عام 1998.

## روابط خارجية
- Official site
- [http://www.namm.org/library/oral-history/donald-mills مقابلة مع دونالد ميلز - مكتبة للتاريخ الشفوي (1994)
- تسجيلات ميلز براذرز في تسجيل التسجيلات التاريخية الأمريكية.